# Staatsgesetzblatt

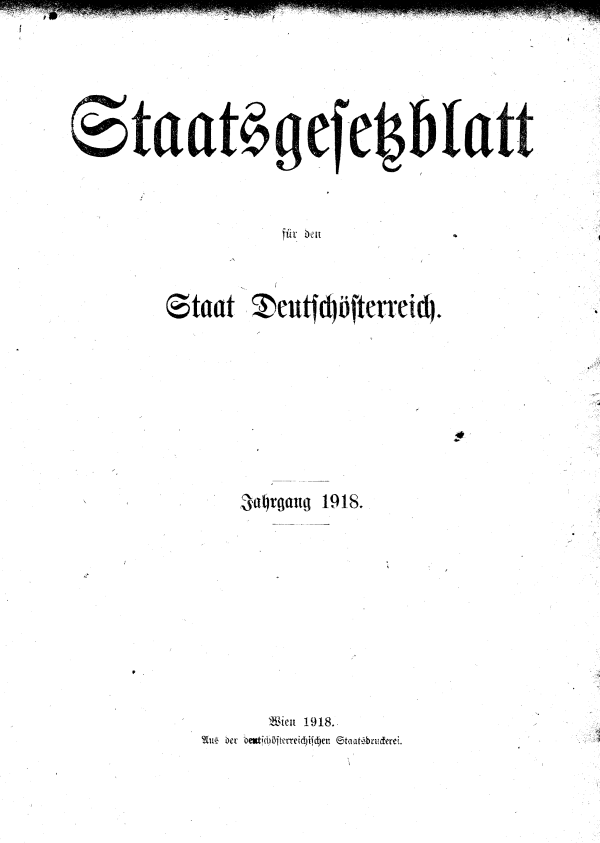
Staatsgesetzblatt für den Staat Deutschösterreich

Nach dem Ende der Habsburgermonarchie war das Staatsgesetzblatt das offizielle Verlautbarungsblatt für Gesetze und bestimmte Beschlüsse der Nationalversammlung für Deutschösterreich. Es erschien das erste Mal am 15. November 1918.
Die publizierten Normen traten, wenn das Gesetz selbst kein anderes Datum vorsah, am 45. Tag nach der Kundmachung in Kraft.
Das Gesetz vom 21. Oktober 1919 über die Staatsform (StGBl. 1919/484) sah ausdrücklich ein Inkrafttreten am Tag der Kundmachung, das war der 23. Oktober 1919, vor. Es musste sich an diesem Tag daher auch der Titel des Staatsgesetzblattes ändern. Demgemäß erschienen am 23. Oktober 1919 zwei Ausgaben des StGBl: ein alt betiteltes Staatsgesetzblatt für den Staat Deutschösterreich mit dem obigen Gesetz sowie ein neu betiteltes Staatsgesetzblatt für die Republik Österreich.
Die Umbenennung brachte ansonsten aber keine Änderungen mit sich.
Nach § 1 des Gesetzes vom 21. Oktober 1919 über die Staatsform war auch Republik Österreich nur ein weiterer Name für Republik Staat Deutschösterreich.
Insbesondere wurde die Nummerierung der Gesetzesakte einfach weitergeführt.
Ab dem 10. November 1920 wurde das Staatsgesetzblatt vom Bundesgesetzblatt für die Republik Österreich abgelöst. Kurzzeitig lebte das Staatsgesetzblatt 1945 als Verlautbarungsblatt der Provisorischen Staatsregierung auf (StGBl. Nr. 1/1945 und folgende), bis es erneut vom Bundesgesetzblatt abgelöst wurde (ab BGBl. Nr. 1/1945).